# Polibiusz
Polibiusz, Polybios z Megalopolis (gr. Πολυβιος ο Μεγαλοπολίτης; ur. ok. 200, zm. ok. 118 p.n.e.) – grecki historyk i kronikarz imperium rzymskiego w okresie republiki. Ze względu na dbałość o prawdę i krytycyzm wobec źródeł jest uważany za wybitnego przedstawiciela historiografii greckiej obok Tukidydesa. Z jego dzieł korzystali m.in. Tytus Liwiusz, Pliniusz Starszy, Plutarch i Appian.

## Życiorys
Pochodził z Megalopolis w Arkadii, był synem Lykortasa, stratega Związku Achajskiego. W latach 169–168 p.n.e. był hipparchą (dowódcą jazdy). W czasie podboju Macedonii przez Rzym, w roku 168 p.n.e., po bitwie pod Pydną dostał się do niewoli i został przewieziony do Italii. Tam dostał się pod protekcję konsula Emiliusza Paulusa, zwycięzcy spod Pydny. Z czasem stał się wychowawcą i towarzyszem jego synów, Fabiusza i Scypiona. Z tym drugim nawiązał przyjacielskie stosunki. Później stał się jego doradcą wojskowym i wraz z nim brał udział w wyprawie przeciw Kartaginie i Numancji. W trakcie swoich podróży poznał Galię, Hiszpanię oraz północną Afrykę.
Po zajęciu Grecji przez Rzymian w roku 146 p.n.e. został wyznaczony przez senat rzymski do pomocy w zarządzaniu tym krajem.
Był pełen uznania dla Rzymu, jego ustroju politycznego, potęgi militarnej i podbojów. Napisał „Dzieje” (dotyczą historii Rzymu w latach 264–146 p.n.e.), rodzaj historii powszechnej, które miały 40 tomów, jednak do czasów nowożytnych zachowały się tylko księgi 1–5 i obszerne fragmenty pozostałych.